# Oven (sterrenbeeld)

Kaart van het sterrenbeeld Oven.

Oven (Fornax, afkorting For) is een onopvallend sterrenbeeld aan de zuiderhemel, liggende tussen rechte klimming 1u44m en 3u48m en tussen declinatie −24° en −40°. Het komt op de breedte van de Benelux nauwelijks boven de zuidelijke horizon uit en is slecht te zien.
Het sterrenbeeld werd in 1752 ingevoerd door Lacaille. De oorspronkelijke benaming was Fornax Chymiae (= Chemische Oven). Bode gebruikte de benaming Apparatus Chemicus (= Scheikundig Gereedschap).

## Sterren
(in volgorde van afnemende helderheid)
- Fornacis (α, alpha Fornacis)

## Bezienswaardigheden
In dit sterrenbeeld bevinden zich:
- de planetaire nevel NGC 1360, bekend als Robin's Egg Nebula, of Cometary Planetary.
- de bolvormige sterrenhoop NGC 1049, een onderdeel van het uiterst lichtzwakke dwergmelkwegstelsel Fornax system (ESO 356-G4).
- het spiraalvormig sterrenstelsel NGC 1425.
- de balkspiraalstelsels NGC 1097, NGC 1350 en NGC 1365.
- de elliptische sterrenstelsels NGC 1387 en NGC 1427.
- het lensvormig sterrenstelsel NGC 1316.

## Aangrenzende sterrenbeelden
(met de wijzers van de klok mee)
- Walvis (Cetus)
- Beeldhouwer (Sculptor)
- Phoenix
- Eridanus (Rivier Eridanus)